# Municipio de Beaver (condado de Bay)
El municipio de Beaver (en inglés: Beaver Township) es un municipio ubicado en el condado de Bay en el estado estadounidense de Míchigan. En el año 2010 tenía una población de 2885 habitantes y una densidad poblacional de 0,03 personas por km².

## Geografía
El municipio de Beaver se encuentra ubicado en las coordenadas 43°41′49.09″N 84°6′26.95″O / 43.6969694, -84.1074861. Según la Oficina del Censo de los Estados Unidos, el municipio tiene una superficie total de 91.6 km², de la cual 91,6 km² corresponden a tierra firme y (0.0 %) 0 km² es agua.

## Demografía
Según el censo de 2010, había 2885 personas residiendo en el municipio de Beaver. La densidad de población era de 0,03 hab./km². De los 2885 habitantes, el municipio de Beaver estaba compuesto por el 98,34 % blancos, el 0,03 % eran afroamericanos, el 0,14 % eran amerindios, el 0,24 % eran asiáticos, el 0,49 % eran de otras razas y el 0,76 % eran de una mezcla de razas. Del total de la población el 1,94 % eran hispanos o latinos de cualquier raza.